# إليزابيث أوستين
إليزابيث أوستين (بالإنجليزية: Elizabeth Austin)‏ هي صحفية أمريكية، ولدت في 1958.